# Gran Premi FECOCI
El Gran Premi FECOCI (oficialment Gran Premio Federación Costarricense de Ciclismo) és una cursa ciclista d'un dia que es disputa a Costa Rica. La primera edició es disputà el 2018 i forma part de l'UCI Amèrica Tour, amb una categoria 1.2.

## Palmarès
| Any  | Vencedor      | Segon                | Tercer        |
| ---- | ------------- | -------------------- | ------------- |
| 2018 | William Muñoz | Óscar Sevilla Rivera | Eduardo Corte |